# Java Authentication and Authorization Service
Serviço de Autenticação e Autorização do Java (Java Authentication and Authorization Service), ou JAAS, é uma API que permite às aplicações escritas na plataforma J2EE usar serviços de controle de autenticação e autorização sem necessidade de a eles (aos serviços) estarem fortemente dependentes.
Para usar os módulos PAM com o JAAS é necessário usar uma bridge, como por exemplo uma das seguintes:
- http://sourceforge.net/projects/jaas-pam/
- http://jpam.sourceforge.net/